# 浅野祥
浅野 祥（あさの しょう、1990年3月2日 - ）は、日本の津軽三味線演奏家。宮城県仙台市出身。慶應義塾大学総合政策学部卒業。
津軽三味線全国大会（弘前市開催）の最高峰A級部門において14歳で初優勝。以後連続優勝し、16歳で3連覇達成。史上最年少チャンピオンとなり、史上最年少で殿堂入りを果たす。（※この記録は未だに破られていない。）
2007年、17歳でビクターエンターテインメントよりメジャーデビュー。日本全国・世界各国でコンサートツアーを行うなど、若手を代表する奏者。
2019年5月1日（令和元年）より、浅野の活動が政府公認プログラム「beyond2020」承認事業に正式決定。多方面のジャンルのアーティストとコラボレーションを行い、外国人や地域の子供たちとのワークショップを定期的に行うなど、三味線と伝統音楽の素晴らしさを伝える活動が認められる。
近年では、日本各地の民謡を現代の感覚で作編曲し、次世代へと繋げる活動“MIKAGE PROJECT”のヴォーカル・津軽三味線担当としての活躍も目覚ましい。
また音楽活動だけにとどまらず、放送開始から70年の長寿番組 NHKラジオ第1「民謡をどうぞ」の放送作家としても活躍。2024年4月から始まったNHK FM「出会いは!みんようび」では番組パーソナリティをつとめ、森口博子と軽快なトークを繰り広げている。
令和７年度「中学生の器楽」（教育芸術社教科書）に掲載される。
愛用する三味線は三絃工房の「滋丹」。日本屈指の三味線メーカーである三絃工房と、2023年に三味線奏者として世界初のエンドースメント契約を締結。
2017年からは事務所・レーベルに属さず、フリーとして活動を広げている。
第7期より、みやぎ絆大使在任中。

## 来歴
祖父の影響により3歳で和太鼓、5歳で津軽三味線を始める。三絃小田島流 二代目小田島徳旺に師事。
7歳の時、青森県弘前市で開催される津軽三味線全国大会に最年少出場し、翌年から各級の最年少優勝記録を次々と塗り替える。2004年 津軽三味線全国大会 最高峰のA級で最年少優勝。 (当時14歳)。2006年まで連続優勝し3連覇を達成。同大会の規定により殿堂入りを果たす。※津軽三味線世界大会（旧名：津軽三味線全国大会）
2006年にビクターエンタテインメントと契約。
2007年3月21日17歳で『祥風』にてメジャーデビュー。
メジャーデビュー以降、コンセルトヘボウ(オランダ)、ケネディ・センター(アメリカ)でのコンサートをはじめ、アメリカ・ヨーロッパ・カナダ・アジア各国でもコンサートツアーを行うなど、海外でも活躍する。
民謡、Classic、Rock、Jazz、Pops、フラメンコなどジャンルにとらわれない演奏スタイルにより、他ジャンルの様々なアーティストと共演する。中学生時には元BOØWY・高橋まこと(ドラム)とバンドを組んでいた。
2020年には、歌舞伎役者「中村壱太郎×尾上右近 ART歌舞伎」への出演、江頭2:50 YouTubeチャンネル「エガちゃんねる花火大会！！」へのゲスト出演など幅広い場面で活躍。
自身のアルバムでは世界的なミュージシャンとの創作にも積極的に取り組み、ジャズ界の巨匠ウィル・リー(ベース)や、同じくジャズ界の若きスタープレイヤー、マーカス・ギルモア(ドラム)、2度グラミー賞に輝いたリチャード・ストルツマン(クラリネット)らとアルバム制作を行う。
和楽器奏者としては初めて日本最大級の音楽フェス『MONSTER baSH』に3年連続で出演するなど、様々な野外ロックフェスやジャズフェスへの出演を果たす。近年は、日本各地の民謡を現代の感覚で作編曲する「MIKAGE PROJECT」や複数の邦楽演奏家からなる「ART歌舞伎楽団」に参加し、新たな音楽シーンを切り拓いている。
本来の民謡、古典芸能の追及はもちろんのこと、幅広い世代に三味線の魅力を伝えるべく、津軽三味線の可能性を追い求める孤高の若き津軽三味線奏者。
2016年9月10日、自身のブログで幼稚園時代からの同級生である一般女性と入籍したことを発表。
趣味は、筋トレ、スキューバダイビング、映画

## 音楽性
一般的に三味線演奏では使用しない小指の使い手。これにより独特なフレージングを可能にする。
フラメンコギターやバンジョー、シタールなどに影響を受けており、セッション中にはこれらの音階がよく登場する。また撥弦楽器の特性を十二分に生かした、リズムおしのソロをとることもよくある。
大学時代に独自の「民謡日本地図」を作るほどの民謡オタクである。日本全国の民謡はほぼ網羅しており、本人のコンサートでは曲にまつわる薀蓄や曲の歴史に関する話がしばしば話される。また、新しい民謡も積極的に作詞作曲する。2020より“日本各地の民謡を現代の感覚で作編曲し、次世代へと繋げる”をテーマにした民謡再編成プロジェクト「MIKAGE PROJECT」をスタート。本来、伴奏者である津軽三味線奏者としては珍しい、弾き語りスタイルの数少ない演奏家の一人である。
歌手としては、徳間ジャパンから3枚のシングルをリリースしている。

## 東日本大震災と再生楽器

### ZERO ONE 瓦礫再生プロジェクト
震災の年、夏頃から製作を始めた楽器再生プロジェクト「ゼロ・ワン・プロジェクト」
震災で出来たガレキから楽器を創るという趣旨で、宮城の音楽仲間と共に行う。許可を受け、膨大なガレキから使えそうな木材を探し、職人に選定してもらい様々な楽器にする。現在では和楽器・洋楽器問わず様々な種類の楽器が完成し、多くの著名なアーティストが使用する。
本プロジェクトで完成した楽器第一号が津軽三味線。店のカウンターらしき木から生まれた。その楽器を浅野が預かり、演奏している。
本来、津軽三味線は堅い木で、目が詰まり見た目よりも重いのが特徴である。ガレキから出来上がった三味線は海水に浸った経緯があるためか、とてもやわらかく本来の重量の半分程度。しかし、「これが誰かの生活が染みこんだものから生まれた楽器だと思うと、とても重く、心が研ぎ澄まされていくのを感じる。」と本人は語る。

### 全壊した実家の床柱
浅野が初めて師事したのは祖父・穣だった。浅野が育った家は大工であった穣が建てた家。民謡や三味線が好きでたまらなかった穣が、孫の祥に津軽三味線を教えたのである。
7歳で全国大会に初出場した浅野は、上妻宏光や吉田兄弟の全国レベルの音色に衝撃を受け、津軽三味線の魅力にますますのめり込む。それから浅野と祖父の目標となったのは、日本で最高峰のタイトルであるA級優勝、そして3連覇だった。「何歳になってもいいから絶対に優勝しよう。絶対に3連覇しよう。」そう約束していた。
しかし祖父は初優勝を見ることのないまま、浅野が12歳の時にこの世を去った。浅野は14歳でA級最年少優勝を果たし、そのまま3連覇という前人未踏の記録を打ちたて、殿堂入りを果たした。
全壊扱いとなった実家は、津軽三味線でも使えそうな縞黒檀を床柱に使っていたため、浅野の父の提案から三味線にすることが決まった。
楽器製作は、浅野が使用する楽器の全てのメンテナンスを担当する三絃工房 磯野宣。
床柱三味線は、4thアルバム「Parade」にて使用。

## ディスコグラフィー
| No.         | 発売日         | タイトル             | 規格品番   | 収録曲 | 備考 |
| ----------- | -------------- | -------------------- | ---------- | --- | --- |
| 1stシングル | 2016年1月6日   | 忠治が泣いている     | TKCA-90746 | 1. 忠治が泣いている 2. いかとりの唄 3. 忠治が泣いている オリジナルカラオケ 4. いかとりの唄 オリジナルカラオケ 5. 忠治が泣いている 一般用カラオケ 6. いかとりの唄 一般用カラオケ 7. 合格節                                                 | [徳間ジャパン] - オリコン演歌・歌謡曲 初登場15位 - USEN週間リクエストランキング 演歌チャート第1位（6月29日集計） |
| 2ndシングル | 2016年11月2日  | 逢いたかったぜ内蔵助 | TKCA-90856 | 1. 逢いたかったぜ内蔵助 2. 八木節～あっぱれ三角野郎 3. 逢いたかったぜ内蔵助 オリジナルカラオケ 4. 八木節～あっぱれ三角野郎 オリジナルカラオケ 5. 逢いたかったぜ内蔵助 一般用カラオケ 6. 八木節～あっぱれ三角野郎 一般用カラオケ 7. 良縁節 | [徳間ジャパン] - USEN週間リクエストランキング 演歌チャート第1位（12月14日集計） |
| 3rdシングル | 2017年7月19日  | 斎太郎月夜           | TKCA-90970 | 1. 斎太郎月夜 2. 島育ち 3. 斎太郎月夜 オリジナルカラオケ 4. 島育ち オリジナルカラオケ 5. 斎太郎月夜 一般用カラオケ 6. 島育ち 一般用カラオケ 7. 健康節                                                                                     | [徳間ジャパン] |
| 1stアルバム | 2007年3月21日  | 祥風                 | VICC-60565 | 1. 津軽じょんから節 2. 荷方節(仙北荷方節~秋田荷方節) 3. 祥風 4. 喜代節 5. マイ・フェイバリット・シングス~サウンド・オブ・ミュージックより 6. 宵 7. 津軽あいや節 8. 十三の砂山 9. テストのごほうび                                         | [ビクターエンタテインメント] 参加アーティスト - 【エレクトーン】藤井洋 - 【エレクトーン】長門曉 - 【ピアノ・津軽三味線】浅野咲千絵 |
| 2ndアルバム | 2008年10月22日 | 宴                   | VICC-60671 | 1. ウタゲ 2. Miss my home 3. 月の輝く夜に 4. ヘヴンズ・ダスト 5. 楽園 6. 五木の子守唄 7. アル・カンターラ 8. 津軽じょんから節 (旧節) 9. チャンバ 10. 津軽じょんから節 (新節）                                                             | [ビクターエンターテインメント] 参加アーティスト - 【パーカッション・ドラム】クリストファー・ハーディ - 【ドラム】臼井かつみ - 【ピアノ】浦清英 - 【ピアノ】ブルース・スターク - 【ベース】山田章典 - 【ベース】ジェフ・カリー - 【シタール】サワン・ジョシ - 【ヴァイオリン】鍵冨弦太郎 - 【ハンドクラップ】清水優 |
| 3rdアルバム | 2010年2月24日  | Believe              | VICL-63535 | 1. My Favorite Things 2. Believe 3. さくらさくら 4. Rencontre A Limoges 5. Flow My Tears 6. K 7. Summertime 8. Spain 9. 津軽じょんから節 10. ワイハ節                                                                                     | [ビクターエンターテインメント] 参加アーティスト - 【アーチリュート、テオルボ、ルネッサンス＆バロックギター、ルネッサンス・リュート】トーマス・ダンフォード - 【ピアノ】ムラート・オズターク - 【ベース】ゴチエ・ロラン - 【ドラム】オリバー・ストラウチ - 【パーカッション】ギイ・ブログレ                         |
| 4thアルバム | 2012年9月26日  | Parade               | VICJ-61674 | 1. Parade 2. Radetzky Marsch 3. Libertango 4. In the Mood - Sing Sing Sing 5. Little Brown Jug 6. 津軽じょんから節 7. Song For... 8. When You Wish upon a Star 9. いかとりの唄 10. Time to Say Goodbye 11. Route 6 to 45                  | [ビクターエンターテインメント] 参加アーティスト - 【ドラム】マーカス・ギルモア - 【ベース】ウィル・リー - 【ピアノ】ピーター・ジョン・ストルツマン - 【クラリネット】リチャード・ストルツマン |
| 5thアルバム | 2019年5月29日  | 拍 -HAKU-            | UZCL-1034  | 1. 津軽じょんから節 2. 米節 3. 春催 (はるもよい) 4. リベルタンゴ LIBERTANGO 5. 里桜 6. 津軽三下り | [アンカーレコーズ] 参加アーティスト - 【ピアノ】兼松衆 |

### 参加作品
| 発売日         | アーティスト                                 | タイトル | 規格品番           | 収録曲                                           | 備考                            |
| -------------- | -------------------------------------------- | --- | ------------------ | ------------------------------------------------ | ------------------------------- |
| 1998年         | オムニバス                                   | 1998年 津軽三味線全国大会（弘前大会） <ライヴ盤>                                                             | 不明               | D級優勝:浅野祥                                   | 日本コロムビア                  |
| 1999年         | オムニバス                                   | 1999年 津軽三味線全国大会（弘前大会） <ライヴ盤>                                                             | 不明               | C級優勝:浅野祥                                   | 日本コロムビア                  |
| 2001年         | オムニバス                                   | 2001年 津軽三味線全国大会（弘前大会） <ライヴ盤>                                                             | 不明               | B級準優勝:浅野祥                                 | 日本コロムビア                  |
| 2002年8月21日  | オムニバス                                   | 2002年 津軽三味線全国大会（弘前大会） <ライヴ盤>                                                             | COCJ-31932         | B級優勝:浅野 祥(宮城県)                          | 日本コロムビア                  |
| 2003年8月20日  | オムニバス                                   | 2003年 津軽三味線全国大会（弘前大会） <ライヴ盤>                                                             | COCJ-32351         | A級準チャンピオン (津軽三味線即興曲)             | 日本コロムビア                  |
| 2004年7月21日  | オムニバス                                   | 2004年 津軽三味線全国大会（弘前大会） <ライヴ盤>                                                             | COCJ-32817         | A級チャンピオン (津軽三味線即興曲)               | 日本コロムビア                  |
| 2005年7月27日  | オムニバス                                   | 2005年 津軽三味線全国大会（弘前大会） <ライヴ盤>                                                             | COCJ-33256         | 津軽三味線即興曲 (A級男性・チャンピオン)         | 日本コロムビア                  |
| 2006年6月25日  | 二代目小田島徳旺×浅野祥                      | Iyashi~癒し~                                                                                                 | 不明               | 全曲参加                                         |                                 |
| 2006年8月30日  | オムニバス                                   | 2006年 津軽三味線全国大会（弘前大会） <ライヴ盤>                                                             | COCJ-33827         | 津軽三味線即興曲(A級男性・チャンピオン)          | 日本コロムビア                  |
| 2007年12月12日 | オムニバス                                   | TSUGARU4 -未来へ-                                                                                            | KATO-612           | 3.Hard Wired(B-bloods),5.独奏,9.東京バトル-奏-   | 東京バトルⅡ ライヴ録音          |
| 2010年7月28日  | 杉ちゃん&鉄平                                | クラシック侍                                                                                                 | AVCA-29821         | 12.ラ・津軽じょんがネラ (「ラ・カンパネラ」より) | FOXTROT                         |
| 2011年         | 禅                                           | 『禅-ZEN-』                                                                                                  | WSC-001            | 全曲参加                                         | 浅野 参加バンド                 |
| 2012年2月1日   | 小林香織                                     | SEVENth | VIZJ-13,VICJ-61661 | 7.Driver's Meeting featuring Asano Sho           | オリコン最高67位                |
| 2013年3月13日  | みやぎびっきの会                             | 虹を架けよう~福島バージョン~                                                                                 | BIK-004            | 1.虹を架けよう~福島バージョン~                   | みやぎびっきの会                |
| 2013年8月10日  | みやぎびっきの会                             | Triple Rainbow                                                                                               | BIK-005            | 8.虹を架けよう~福島バージョン~                   |                                 |
| 2014年5月21日  | 小林香織                                     | スピリット                                                                                                   | VIZJ-16,VICJ-61701 | 5.安土桃山,6.江戸前                              | オリコン最高68位                |
| 2014年7月2日   | スギテツ×浅野祥                              | SAMURAI CLASSICAL MUSIC                                                                                      | GIS-0001           | 全曲参加                                         | ＋Gis LABEL                     |
| 2015年5月30日  | スギテツ                                     | LINE~京緋の風~                                                                                               | GIS-0002           | 全曲参加                                         | ＋Gis LABEL                     |
| 2016年2月10日  | スギテツ                                     | スギテツブラボー！~Kidza Musica Classica~                                                                    | KICC-1257          | 5.津軽の市場にて                                 | キングレコード                  |
| 2017年6月14日  | クリヤ・マコト,田代万里生,桑山哲也,浅野祥etc | クレメンティア：~相受け入れること、寛容~                                                                     | HPDC-D0034         | 全編参加                                         | ホリプロ                        |
| 2018年5月30日  | 東山奈央                                     | 灯火のまにまに                                                                                               | VTZL-144           |                                                  | FlyingDog                       |
| 2018年8月22日  | ナノ                                         | ウツシヨノユメ                                                                                               | VTCL-35286         |                                                  | FlyingDog                       |
| 2018年9月21日  | 高嶋英輔                                     | 閃光 | TACD-10001         | 4.ガジュマル,7.生粋,8.雷音                       | トライアローズ                  |
| 2019年3月10日  | 山部泰嗣                                     | TAISHI | YRG-001            | 全曲参加                                         | YUMERiAL.GROUPS                 |
| 2019年5月25日  | 松平健,水野真紀,半田健人etc                  | 映画『武蔵ーむさしー』                                                                                       |                    |                                                  | 三上康雄事務所                  |
| 2019年6月5日   | スギテツ                                     | スギテツ ウノ スケルツォ                                                                                     | KICC-1485          | 8.墓礼路〜Bolero〜                               | キングレコード                  |
| 2020年1月4日   | 高嶋英輔                                     | Biotope | R-19A1246MT        | 10.HEAR                                          | トライアローズ                  |
| 2020年11月28日 | 高嶋英輔                                     | Journey | 不明               | 11.十六夜と龍                                    | トライアローズ                  |
| 2021年1月29日  | ART歌舞伎楽団                                | ART歌舞伎楽団 MUSIC COLLECTION                                                                               | 配信               | 全曲                                             | デジタルリリース                |
| 2021年3月10日  | 10 for 10 TOHOKU                             | 10年後の僕ら                                                                                                 | 配信               | 10年後の僕ら                                     | TBC東北放送 配信リリース        |
| 2021年3月31日  | 江戸モアゼル                                 | 読売テレビ・日本テレビ系ドラマ 木曜ドラマF 江戸モアゼル～令和で恋、いたしんす。 オリジナル・サウンドトラック | UZCL-2209          | 内 5曲                                           | Anchor Records                  |
| 2021年4月24日  | MIKAGE PROJECT                               | MIKAGE PROJECT                                                                                               | MKG-001            | 全曲                                             | MIKAGE RECORDS                  |
| 2021年5月1日   | ART歌舞伎楽団                                | ART歌舞伎楽団 MUSIC COLLECTION                                                                               | KCCD-698           | 全曲                                             | KSR CDリリース                  |
| 2021年12月8日  | モンスターハンター                           | モンスターハンター狩猟音楽際オーケストラコンサート2021                                                       | HIMJ-0027          | 内 6曲                                           | Harmonics Music                 |
| 2022年5月25日  | MIKAGE PROJECT                               | NEO BUSHI | MKG-002            | 全曲                                             | MIKAGE RECORDS                  |
| 2022年12月14日 | NEMOPHILA                                    | Seize the Fate                                                                                               | DDCZ-2289          | 2. 炎天 - ENTEN -                                | マスターワークス                |
| 2024年4月24日  | 宮沢和史                                     | 〜３５〜 | YRCN-95382         | 5. からたち野道                                  | YOSHIMOTO MUSIC CO.,LTD.        |
| 2024年5月8日   | Kis-My-Ft2                                   | Synopsis | JWCD-98627         | 10. ほしゆい                                     | 作詞:浅野祥/作曲:MIKAGE PROJECT |

## タイアップ
| 曲名             | タイアップ                             |
| ---------------- | -------------------------------------- |
| テストのごほうび | 2005年NTTドコモ東北CM曲                |
| Line〜京緋の風〜 | 2015年嵯峨野トロッコ列車公式イメージ曲 |

## 出演

### テレビ
- 秋田放送 「クボタ民謡お国めぐり」※レギュラー出演〈2011年〉

### ラジオ
- TBCラジオ 「杜の都信用金庫プレゼンツ 浅野祥 ラジオ“祥”case」※レギュラー番組〈2020年〜〉
- AuDee“TOKYO FM ＆ JFN系列38局” 「いぎなり!! ミカゲ民謡!!」※レギュラー番組〈2021年〜〉
- NHKラジオ第1「民謡をどうぞ」※番組構成作家として レギュラー番組〈2022年〜〉
- NHK FM「出会いは!みんようび」※レギュラー番組〈2024年〜〉

### CM
- NTTドコモ東北 テレビCM（テストのごほうび編）〈2005年〉
- 杜の都信用金庫 テレビCM（しんきん口座開設アプリ バチがスマホに篇）〈2023年〉
- 杜の都信用金庫 テレビCM（しんきん通帳アプリ バチがスマホに篇）〈2023年〉

### 映画
- ART歌舞伎 -花のこゝろ-〈2021年〉

## 主な共演アーティスト
Antonio Rey、石川さゆり、石塚隆充、今井翼、Will Lee、上野星矢、瑛人、 Eric Fukusaki、大貫勇輔、沖仁、押尾コータロー、尾上右近、ORANGE RANGE、熊谷和徳、クリヤ・マコト、桑山哲也、coba、小林香織、早乙女太一、坂本雅幸、佐藤和哉、佐山雅弘、JABBERLOOP、スギテツ、杉本彩、SPYAIR、高橋まこと（BOØWY）、谷村新司、つのだ☆ひろ、Tony Succar、中村壱太郎、長山洋子、東山奈央、藤原道山、Fried Pride、細川たかし、ホリ・ヒロシ、Marcus Gilmore、マーティ・フリードマン、ミッキー吉野、Mimy Succar、宮沢和史、三山ひろし、森口博子、yama、山下洋輔、Richard Stoltzman

## 主な出演イベント
2001年
- みやぎ国体において総合開会式（宮城スタジアム）で演奏

2005年
- 朝日新聞（全国版）コラム「ひと」にて紹介される
- NTTドコモ東北のテレビCMで音楽担当（テストのごほうび編）
- 愛知万博で「浅野祥トワイライトコンサート」
- NHK「北国からのコンサート」石川さゆりと共演
- 「ORANGE RANGE」コンサートゲスト出演、「キズナ」を共演
- ロックロックこんにちは! 2005

2006年
- NHK全国放送「週間こどもニュース」
- NHK全国放送「にんげんドキュメント ～僕だけのじょんがら節～」

2007年
- ビクターエンターテイメントより 『祥風』 でメジャーデビュー
- アップルストアー仙台一番町店 インストアライブ

2008年
- 杉本彩 TANGO NOSTALGIA VOL.2 ～情念～
- ちとしゃん亭20周年記念 七夜連続三味線ライブ Challengers
- 庄司恵子50周年記念コンサート「一笑健命」

【カナダツアー】
- オタワ／モントリオール／トロント／カルガリー／バンクーバー

【アメリカツアー】
- ワシントンD.C「ケネディーセンター」ソロコンサート
- 「津軽三味線 伊達の決戦 壱」  浅野 祥×柴田 雅人

2009年
- 島若人の集い -JYOTANKA-
- 小山豊＆新田昌弘津軽三味線ライブ
- 春風亭昇太プロデュース 下北沢演芸祭2009 「色物の逆襲２」
- GO! SHIODOME ジャンボリー ワッショイ2009 @ 日本テレビ

2010年
- 奉納演奏 本山修験宗本山 聖護院門跡
- 奉納演奏 音羽山 清水寺[4]
- NHK青森公開収録 朗読の世界へようこそ ～ふるさと・あおもりの心を読む
- BSフジpresents bjリーグ2009-2010シーズンオールスターゲーム in 仙台・宮城

2011年
- 東北大学川内萩ホール ジルベスターコンサート 「鎮魂と感謝」
- キム・ハジュンが奏でる幻想なるサンドアートの世界 with 浅野祥
- 浅野祥アンサンブル バルト三国ツアー
- 大・正司歌江・祭 芸能生活77周年
- 東日本大震災チャリティコンサート Keep on Support For Children

2012年
- 青山ジャズ・イニシャティブ 2012
- 天台聲明の夕べ～仏さまのミュージック
- 定禅寺ストリートジャズフェスティバル
- 宮沢和史 寄り道四十七次 ～花鳥風月～
- ワシントンD.C. さくら祭り 100周年
- 東日本大震災から1年・支援チャリティー 朗読と音楽の夕べ ～震災復興支援 届け！三島の祈り～

2013年
- 中洲Jazz2013
- Dream Chain 2013 子供達に夢を ～夏だ！びっきだ！名曲祭りだ、全員集合～
- アニメいずめんと

2014年
- 谷村新司 SHINJI TANIMURA CONCERT TOUR 2014 地球劇場 ～100年後の君に聴かせたい歌～
- 中洲Jazz 2014
- MONSTER baSH 2014
- 三山ひろし デビュー5周年コンサート
- アニメいずめんと

2015年
- ネパール地震 文化遺産復興支援コンサート
- MONSTER baSH 2015
- ネパール大震災緊急支援チャリティーイベント  リーディング「紙芝居」雨にもまけず、風にもまけず ～心に残る名作三物語～
- 2015年度 宮城県・宮城県警 交通安全ポスター
- アニメいずめんと

2016年
- Clementia  クレメンティア  ～相受け入れること、寛容～
- 泉岳寺 『義士祭2016』 特別演奏
- 仙台クラシックフェスティバル2016
- MONSTER baSH 2016
- アニメいずめんと

2017年
- 『時の足音』LIVE公演 浅野祥×兼松衆
- フラメンコでつづるジャポニズム Hokusai Flamenco Fantasy ～葛飾北斎の浮世絵世界～
- 第18回上野不忍華舞台
- 第10回古賀市民音楽祭
- えんがわ音楽祭～水の音コンサート～ 奈良県天川村 洞川温泉
- FINAL LEGEND V -2.5次元コレオグラフィ－
- Clementia  クレメンティア ～相受け入れること、寛容～ DVD発売
- 大濠公園能楽堂 新春公演
- アニメいずめんと

2018年
- うたコン(長山洋子/じょっぱり よされ)
- プラネタリウム七夕コンサート(ディスカバリーパーク焼津天文科学館)
- SPYAIR JUST LIKE THIS 2018
- ココロハコブプロジェクト 「いわて・みやぎ・ふくしま フェスタ＠MEGA WEB」
- ニッポンたからものプロジェクト(山形県/丙申堂)

2019年
- 5th アルバム「拍-HAKU-」リリース
- ニッポンたからものプロジェクト 佐賀・長崎公演
- NHKテレビ「北国からのコンサート2019」
- 誰も知らない劇場 開館記念 杮落とし公演「浅野祥 誰知ら劇場プレリュード」
- SCOPES Tokyo Night Opening LIVE
- アルテイソレラ「悠久に遊ぶ」
- TBC夏まつり2019
- ダウト「百鬼夜行列車2019~執着駅へGO!GO!~」
- 日本の響 -草加の陣-
- 仙台クラシックフェスティバル2019

2020年
- LIVE「拍-HAKU-」全国ツアー（2/29公演より延期・中止）
- TBCラジオ「ラジオ“祥”case」放送開始（レギュラー番組）
- 中村壱太郎×尾上右近 ART歌舞伎
- エガちゃんねる「エガちゃんねる花火大会！！」出演
- 音楽堂 夏FES.（おんなつ）
- 2020 Otsukimi Moon Viewing Festiva
- AION CARNIVAL in Shimokitazawa
- クラシックエール仙台 ～音楽はきっと、チカラをくれる。～
- ART歌舞伎 Music Live 2020 in Kyoto

2021年
- 映画「ART歌舞伎 -花のこゝろ-」全国劇場公開
- NHKテレビ「民謡魂 ふるさとの唄」
- ホリ・ヒロシ人形舞 日本の美の競演「極楽GOKURAKU」
- フラメンコ公演「Golpe 2021」(特別ゲスト:今井翼)
- サムライクラシック～和魂洋才～ ツアー公演 (浅野祥×スギテツ)
- 仙台クラシックフェスティバル2021
- AUN J クラシック・オーケストラ×MIKAGE PROJECT Special Live 2021
- おうちでtbc夏まつり2021
- Animazement アニメいずめんと -RECONNECTED-
- モンスターハンターオーケストラコンサート〜狩猟音楽祭2021〜(世界配信)
- NHKラジオ深夜便「にっぽんの音」
- 1st EP「MIKAGE PROJECT」リリース
- 「中村壱太郎×尾上右近 ART歌舞伎 MUSIC COLLECTION」リリース
- AuDee “TOKYO FM & JFN系列38局”『いぎなり!! ミカゲ民謡!! (イギミン)』放送開始 (レギュラー番組)

2022年
- NHKラジオ第1「民謡をどうぞ」構成作家を始める
- NHKテレビ「民謡魂 ふるさとの唄」
- NHK特別番組「新春民謡列島2022 -テイク・ア・民謡トレイン-」ナビゲーター
- NHK民謡をどうぞ3000回記念「うだっコフェス」
- NHKFM「カブキ・チューン」
- デビュー15周年記念公演 “NEO STRINGS” ツアー
- 題名のない音楽会
- KOBE COLLECTION SPECIAL SHOW
- エガフェス2022
- 仙台クラシックフェスティバル2022
- 工藤朋子フラメンコリサイタル「時と血と地と」※“文化庁芸術祭新人賞”受賞作品

2023年
- 徳島県阿波踊り協会 新春公演
- NHKテレビ「民謡魂 ふるさとの唄〜宮城県名取市〜」
- NHKテレビ「どーも、NHK」
- 第44回 霧島国際音楽祭2023
- LAZOS 絆 KIZUNA ※ペルー公演
- 定禅寺ストリートジャズフェスティバル2023
- 仙台クラシックフェスティバル2023
- ASEAN TOUR〜ASEAN友好協力50周年記念公演〜 ※タイ・マレーシア公演
- TOKYO FASHION CROSSING ※共演：尾上右近
- 「Arte, Pasión y Solera」 ※スペイン公演
- 歌舞伎「刀剣乱舞」劇中曲参加

2024年
- Animazement2024 (アメリカ)
- 第45回 霧島国際音楽祭
- OTAKON2024 (アメリカ)
- ニューヨーク公演
- セルバンティーノ国際芸術祭 (メキシコ)
- Veranos de la Villa (スペイン)
- 仙台クラシックフェスティバル2024
- Kis-My-Ft2「ほしゆい」楽曲提供
- 宮沢和史 35周年アルバム「~35~」参加
- 新レギュラー番組 NHK FM「出会いは！みんようび」

## 受賞歴
- 1998年 「津軽三味線全国大会」 D 級（15歳以下）の部優勝　（8歳）
- 1998年 「津軽三味線全日本金木大会」小学生の部準優勝　（8歳）
- 1999年 「津軽三味線全国大会」一般 C 級の部優勝　（9歳）
- 1999年 「津軽三味線全日本金木大会」小学生の部優勝　（9歳）
- 2000年 「津軽三味線全国大会東京大会」高校生以下の部優勝　（10歳）
- 2000年 「津軽三味線全日本金木大会」小学生の部優勝　（10歳）
- 2001年 「津軽三味線全国大会」一般 B 級の部準優勝　（11歳）
- 2002年 「津軽三味線全国大会」一般 B 級の部優勝　（12歳）
- 2003年 「津軽三味線全国大会」一般 A 級の部準優勝　（13歳）
- 2004年 「津軽三味線全国大会」一般 A 級の部優勝　（14歳）
- 2005年 「津軽三味線全国大会」一般 A 級の部二年連続優勝　（15歳）
- 2006年 「津軽三味線全国大会」一般 A 級の部三年連続優勝　（16歳）